# World Archery Federation
La World Archery Federation (WA), encore connue sous son ancien nom Fédération internationale de tir à l'arc (FITA), est l’organisme international qui régit l’organisation et la pratique du tir à l'arc dans le monde. Elle est reconnue par le Comité international olympique. Il existe un autre organisme international de tir à l'arc, non reconnue par le CIO, l'International Field Archery Association.

## Histoire

Ancien logo de la fédération

La Fédération internationale de tir à l'arc est fondée le 4 septembre 1931 à Lwów en Pologne par la France, la Tchécoslovaquie, la Suède, la Pologne, les États-Unis, la Hongrie, et l'Italie. Le but de l'organisation est de créer des championnats de tir à l'arc réguliers et d'obtenir que le tir à l'arc redevienne discipline olympique (il ne l'était plus depuis 1920), objectif atteint lors des Jeux olympiques d'été de 1972.
La fédération commence par organiser les championnats du monde de tir à l'arc en extérieur tous les ans de 1931 à 1959, date où le championnat devient bisannuel. En 1969, la fédération organise les premiers championnats du monde de tir à l'arc en campagne. En 1991, les championnats du monde de tir à l'arc en salle sont créés. En 2006, elle organise la première coupe du monde de tir à l'arc qui comporte chaque année plusieurs étapes et une grande finale.
Le 1er juillet 2011, la fédération change de nom pour devenir la World Archery Federation. Cette même année, elle organise la première coupe du monde de tir à l'arc en salle.
La WA, basée à Lausanne en Suisse, compte dans ses rangs 151 fédérations nationales reconnues dans leur pays par leur comité national olympique. Le président actuel de la fédération est le Dr Uğur Erdener depuis 2005. Elle est représentée en France par la Fédération française de tir à l'arc (FFTA).

## Liste des présidents
- M. Fularski ( Pologne) en 1931.
- Dr Bronislaw Pierzchala ( Pologne), de 1931 à 1939.
- Paul Demare ( France), de 1946 à 1949.
- Henry Kjellson ( Suède), de 1949 à 1957.
- Oscar Kessels ( Belgique), de 1957 à 1961.
- Inger K. Frith ( Royaume-Uni), de 1961 à 1977.
- Francesco Gnecchi-Ruscone ( Italie), de 1977 à 1989.
- James L. Easton ( États-Unis), de 1989 à 2005.
- Dr Ugur Erdener ( Turquie), à partir de 2005.

## Structures

### Les associations continentales
Les associations continentales sont le relais entre la fédération internationale et les fédérations nationales. Elles régissent l'organisation des compétitions continentales et gèrent la pratique du tir à l'arc sur leur continent. Les cinq associations sont :
- La Federation of African Archery (FAA) en Afrique.
- La Oceania Archery Confederation (OAC) en Océanie.
- La World Archery Asia (AAF) en Asie.
- La World Archery Americas (WAA) aux Amériques.
- La World Archery Europe (WAE) en Europe.

### Les nations membres
Début 2014, la WA dénombrait 151 nations affiliées.
| Afrique | Amériques | Asie | Europe | Océanie |
| --- | --- | --- | --- | --- |
| - Afrique du Sud - Algérie - Bénin - Cameroun - République centrafricaine - Comores - République démocratique du Congo - Côte d'Ivoire - Égypte - Érythrée - Gabon - Ghana - Guinée - Kenya - Libye - Malawi - Maroc - Maurice - Mauritanie - Namibie - Niger - Nigeria - Ouganda - Sénégal - Sierra Leone - Somalie - Tchad - Togo - Tunisie | - Argentine - Barbade - Bermudes - Brésil - Canada - Chili - Colombie - Costa Rica - Cuba - République dominicaine - Dominique - Équateur - États-Unis (USA Archery) - Guatemala - Haïti - Honduras - Malouines - Mexique - Nicaragua - Panama - Paraguay - Pérou - Porto Rico - Salvador - Suriname - Trinité-et-Tobago - Uruguay - Venezuela | - Afghanistan - Arabie saoudite - Bangladesh - Bhoutan (BHU) - Birmanie - Cambodge - Chine - Corée du Nord - Corée du Sud (Fédération sud-coréenne de tir à l'arc) - Hong Kong - Inde (AAI) - Indonésie - Irak - Iran - Japon - Kazakhstan - Kirghizistan - Koweït - Laos - Liban - Macao - Malaisie - Mongolie - Népal - Ouzbékistan - Pakistan (PAF) - Philippines (World Archery Philippines) - Qatar - Singapour - Sri Lanka - Tadjikistan - Taipei chinois - Thaïlande (NAAT) - Viêt Nam | - Allemagne - Arménie - Autriche - Azerbaïdjan - Belgique (RBA) - Biélorussie - Bosnie-Herzégovine - Bulgarie - Chypre (CYP) - Croatie - Danemark - Espagne (RFETA) - Estonie - Îles Féroé - Finlande - France (FFTA) - Géorgie - Grèce - Hongrie - Irlande - Islande - Israël - Italie (FITARCO) - Kosovo - Lettonie - Liechtenstein - Lituanie - Luxembourg - Malte - Moldavie - Monaco - Monténégro - Norvège - Pays-Bas - Pologne - Portugal - Roumanie - Royaume-Uni (Archery GB) - Russie - Saint-Marin - Serbie - Slovaquie - Slovénie - Suède - Suisse (ASTA) - République tchèque - Turquie (TAF) - Ukraine | - Australie (Archery Australia) - Fidji - Kiribati - Île Norfolk - Nouvelle-Zélande - Palaos - Papouasie-Nouvelle-Guinée - Samoa - Tahiti - Tonga - Vanuatu |
| 29 pays | 27 pays | 35 pays | 48 pays | 11 pays |

## Compétitions

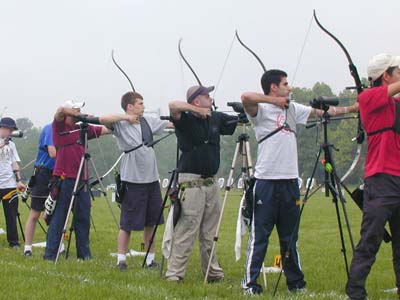
Compétition de tir à l'arc en extérieur

### Jeux olympiques et paralympiques d'été
Le tir à l'arc est un sport aux Jeux olympiques d'été en 1900 et, après une longue interruption en 1924, est devenu un événement régulier en 1972. Les épreuves par équipes ont été ajoutées en 1988. Le tir à l'arc classique est actuellement la seule discipline aux Jeux olympiques.
Le tir à l'arc est aussi une épreuve aux Jeux paralympiques d'été (arc classique et arc à poulies), aux Jeux olympiques de la jeunesse (arc classique seulement) aux Jeux mondiaux (tir nature uniquement).

### Coupe du monde
La coupe du monde de tir à l'arc est un événement annuel qui a été inauguré en 2006. Elle est conçue pour présenter le tir à l'arc dans des endroits « spectaculaires ».
Le format se compose de 4 étapes (3 lors d'une année olympique) à travers le monde pendant un an. Les meilleurs archers et équipe à travers ces étapes sont ensuite invités à participer à la finale de la coupe du monde à la fin de l'année.
Une coupe du monde en salle, en trois étapes (4 depuis 2014) avec une finale au cours de la saison d'hiver, a été inauguré dans la saison 2010-11.

### Championnats du monde
La fédération a commencé à tenir des championnats du monde en extérieur en 1931. Ils ont eu lieu chaque année jusqu'en 1959. Depuis la création des championnats de tir en campagne en 1969, les championnats du monde en extérieur sont organisés tous les deux ans.
Actuellement, il existe cinq principaux formats des championnats du monde de tir à l'arc : extérieur, en salle, jeunesse, handisport, et en campagne.

### Autres
Le tir à l'arc est un sport optionnel à l'Universiade, les jeux méditerranéens et les jeux du Commonwealth.